# Gordon Thomas Savage
Gordon Thomas Savage, noto anche come John o Jim (Lenton, 18 febbraio 1867 – Nottingham, 1951), è stato un arbitro di calcio, allenatore di calcio e calciatore inglese, di ruolo attaccante.

## Biografia
Savage fu uno dei primi giocatori nonché il primo d'origine non italiana in assoluto della Juventus. Era noto anche come Jim o John. Durante il suo soggiorno italiano gli venne attribuita il titolo di marchese, di dubbia certezza, visto che nessun titolo nobiliare risulta per lui dagli archivi inglesi (censimenti e registri anagrafici).

## Carriera

### Calciatore

#### Club
Fu tra i primi calciatori a militare in Italia, membro del più antico club calcistico d'Italia, il Torino FCC che nel 1891 si fuse con il Nobili Torino per dare vita all'Internazionale Torino.
Savage partecipò al primo campionato di calcio italiano, tra le file dell'Internazionale Torino, club del quale era capitano e allenatore, e con il quale raggiunse la finale di campionato persa contro il Genoa per due a uno.
Anche nella stagione seguente, sempre tra le file dell'Internazionale Torino, disputò la finale di campionato, persa anche in questa occasione contro i genovesi, che vinsero per tre a uno.
In seguito militò per due stagioni nella Juventus. Ricoprì il ruolo di attaccante per cinque partite senza segnare alcuna rete. Il suo esordio avvenne contro il Milan il 28 aprile 1901, in cui i rossoneri vinsero per tre a due, mentre la sua ultima partita avvenne il 20 marzo dell'anno seguente contro il Torinese partita anch'essa persa dai bianconeri per quattro a uno.
Il suo nome tuttavia rimane legato indissolubilmente a quello della Juventus perché a lui si deve nel 1903 l'adozione della maglia bianconera da parte della squadra.
Savage, già giocatore del Nottingham Forest, aveva fatto notare come fosse necessario un corredo di gioco più professionale di quello adottato fino a quel momento, ossia la camicia rosa con cravatta nera. Se ne occupò lui insieme all'amico, compagno e conterraneo Goodley, acquistando tutto il necessario dall’Inghilterra. Ma il negoziante di Nottingham cui era stato indirizzato l’ordinativo, pur di soddisfare all’istante la richiesta, aveva pensato bene di spedire il blocco di maglie di cui disponeva in quel frangente in magazzino, così anziché le rosse casacche del Nottingham Forest arrivarono quelle a strisce bianconere del Notts County. Il suo ruolo fondamentale nel rendere la Juventus conosciuta a livello planetario per la propria casacca a strisce bianconere è stato ricordato nel 2017 dal club torinese insieme ai discendenti di Savage.
Inoltre nello Juventus museum di Torino è esposta una cartolina postale spedita da Savage ad un amico, con al recto la foto di Savage e della sua famiglia ed al verso un messaggio scritto a mano. Il messaggio dice: "Dear Varetti, Please accept many greetings from me and my family, your devoted Tom Savage. P.S. Have you seen the next football game that will be played in Saluzzo next Sunday for a silver cup?" ("Caro Varetti, accetta tanti saluti da me e dalla mia famiglia, tuo devoto Tom Savage. P.S. Hai visto che partita verrà giocata a Saluzzo domenica prossima per la coppa d'argento?").

#### Rappresentativa Italiana
Benché inglese, il 30 aprile 1899 giocò a Torino presso il Velodromo Umberto I l'incontro amichevole nella Selezione Italiana contro la Selezione Svizzera, terminato due a zero a favore degli elvetici.

### Arbitro
Svolse anche il ruolo di arbitro federale, dirigendo incontri importanti come la finale di campionato del 1902.

## Statistiche

### Presenze e reti nei club
| Stagione                     | Club                         | Campionato                   | Campionato | Campionato | Campionato |
| Stagione                     | Club                         | Comp                         | Pres       | Reti       |            |
| ---------------------------- | ---------------------------- | ---------------------------- | ---------- | ---------- | ---------- |
| 1898                         | Internazionale Torino        | CI                           | 2          | 0          |            |
| 1899                         | Internazionale Torino        | CI                           | 2          | 0          |            |
| Totale Internazionale Torino | Totale Internazionale Torino | Totale Internazionale Torino | 4          | 0          |            |
| 1901                         | Juventus                     | CI                           | 2          | 0          |            |
| 1902                         | Juventus                     | CI                           | 3          | 0          |            |
| Totale Juventus              | Totale Juventus              | Totale Juventus              | 5          | 0          |            |
| Totale                       | Totale                       | Totale                       | 9          | 0          |            |